# برايان بشارة
برايان أنتوني بشارة (فغالي) (بالإنجليزية: Brian Beshara)‏ (30 ديسمبر 1977) هو لاعب كرة سلة لبناني سابق، ولاعب دولي مع المنتخب الوطني اللبناني لكرة السلة. وصفه مدربه السابق جون برادي قائلًا: «براين بشارة لاعب كرة سلة جيد، إنه صعب وتنافسي، يؤمن بما يفعله.».

## مسيرته
بعد التخرج من مدرسة هايلاند بارك الثانوية في دالاس في تكساس، لعب بشارة كرة السلة لمدة عام واحد في جامعة رايس ثم لعب لمدة ثلاث سنوات مع فريق إل يو إس تايجرز (بالإنجليزية: LSU Tigers)‏.
وبعد مسيرته مع فريق إل يو إس، اختار براين بشارة لعب كرة السلة في لبنان. فشارك في عام 2001 في دوري كرة السلة اللبناني، ودوري أبطال آسيا، والبطولة العربية لكرة السلة مع نادي الحكمة، حيث تعاون مع نجوم محليين مثل فادي الخطيب وإيلي مشطاف ولعب تحت قيادة المدرب الوطني غسان سركيس.
وبعد عامين في نادي الحكمة، غادر بشارة النادي إلى النادي اللبناني الذي تم تشكيله مؤخرًا "بلو ستار"، حيث لعب مع الفريق لمدة عامين، لكنه أُصيب بجروح مختلفة. ثم انضم بشارة إلى نادي المريميين الشانفيل الرياضي مع مدربه السابق غسان سركيس لموسم 2005/2006، وبعد خلاف مع إدارة النادي؛ غادر بشارة الشانفيل ووجد نفسه بدون فريق لموسم 2006/2007، حيث رفض الشامفيل فسخ العقد والسماح له بالانضمام إلى نادي الرياضي بطل بيروت. ثم لعب لفترة قصيرة في المتحد طرابلس، وتنقل بعد ذلك بين ناديي الحكمة والرياضي بيروت.

## المنتخب الوطني لكرة السلة
لبراين بشارة رصيد هام مع منتخب لبنان لكرة السلة، حيث لعب مع المنتخب في التصفيات المؤهلة إلى بطولة العالم لكرة السلة في عامي 2002 و2006 في كل من إنديانابوليس واليابان على التوالي.
فيما يلي بعض الإحصاءات الحديثة عن أدائه مع المنتخب الوطني:
| البطولة                           | نقطة | ارتداد | صنع |
| --------------------------------- | ---- | ------ | --- |
| بطولة آسيا لكرة السلة للرجال 2007 | 8.1  | 5.4    | 0.3 |
| بطولة العالم لكرة السلة 2006      | 9.8  | 4.6    | 2   |

واحدة من أعلى الإنجازات التي حققها المنتخب الوطني اللبناني لكرة السلة كان فوزه 74-73 على المنتخب الفرنسي لكرة السلة في 23 أغسطس 2006 خلال بطولة كأس العالم 2006 في سينداي باليابان، وفي تلك المباراة سجل بشارة 11 نقطة وقاد الفريق برصيد 8 كرات مرتدة.

## وصلات خارجية
- برايان بشارة على موقع الاتحاد الدولي لكرة السلة (الإنجليزية)
- برايان بشارة على موقع كرة السلة الأوروبية.كوم (الإنجليزية)
- برايان بشارة على موقع كلية كرة السلة في سبورتس رفرنس.كوم (الإنجليزية)
- برايان بشارة على موقع ريلجم (الإنجليزية)
- برايان بشارة على موقع بروبوليرز (الإنجليزية)
- بيانات اللاعب براين بشارة على asia-basket.com.
- بيانات اللاعب براين بشارة على موقع كووورة.